# Plectoverneuilinellidae
Plectoverneuilinellidae es una familia de foraminíferos bentónicos de la superfamilia Spiroplectamminoidea, del suborden Spiroplectamminina y del orden Lituolida. Su rango cronoestratigráfico abarcaba el Chattiense (Oligoceno superior).

## Discusión
Clasificaciones previas hubiesen incluido Plectoverneuilinellidae en el suborden Textulariina, en el orden Textulariida, o en el orden Lituolida sin diferenciar el suborden Spiroplectamminina.

## Clasificación
Plectoverneuilinellidae incluye a los siguientes géneros:
- Plectoverneuilinella †